# Germán Kraus
Oscar Alberto Grillo (Buenos Aires, Argentina, 26 de marzo de 1944), conocido por su nombre artístico Germán Kraus, es un actor argentino de reconocida trayectoria, tanto en cine como en televisión. Fue protagonista en diversas películas del cine nacional, como así también partícipe en diferentes programas y series en la pantalla chica, en las cuales tuvo varios protagónicos.

## Biografía
Kraus se dedicó desde muy chico como jugador de rugby, hasta que encontró en el teatro una fuente de inspiración en la que se perfeccionó en actuación.

## Trayectoria y filmografía
Su trayectoria se inicia desde fines de la década de 1960 hasta la actualidad, donde es reconocido por sus diferentes papeles, entre los que se destacan su papel en la telecomedia de Canal 9 Regalo del Cielo, donde interpretaba a Pablo Santana, el mejor amigo de Antonio Saldívar (Pablo Alarcón), quien luego de la muerte de este, se ve "obligado" a proteger a su viuda Ana María (Patricia Palmer) de la que termina enamorado. También, llegando a finales de los años 1990, es reconocido su papel en la comedia Mi familia es un dibujo, donde interpreta a José "Pepe" Medina, el frustrado padre del protagonista. También, tuvo gran relevamiento su actuación en la comedia "Su comedia favorita", tira que protagonizó junto a Georgina Barbarossa, y que se emitía por Canal 9.

### Televisión
- 2017: Golpe al corazón Francisco Di Cesare
- 2016: Mamá corazón
- 2015: Signos Osvaldo Sima
- 2011: El hombre de tu vida
- 2010: Todos contra Juan 2 Él mismo
- 2009: Enséñame a vivir Manuel Goyena
- 2005: Paraíso rock Blas
- 2004: Floricienta Carlos Fazzarino
- 2004: La niñera Silvano "Nino" Mastrocinque
- 2001: Matrimonios y algo más
- 2000: Primicias Senador Otamendi
- 1999: Campeones de la vida Eugenio Conti
- 1996: Mi familia es un dibujo José "Pepe" Medina
- 1993:  Viernes de teatro
- 1992:  Patear el tablero
- 1991: Regalo del cielo Pablo Santana
- 1989: Su comedia favorita
- 1988: Ave de paso
- 1986: El hombre que amo
- 1985: Libertad condicionada
- 1985: La casa de enfrente Panamericana Televisión  Perú
- 1984: Pobre Clara Cristian
- 1983: Cuando es culpable el amor Martín
- 1982: Verónica: el rostro del amor Renato
- 1982: Crecer con Papá
- 1982: Después del final Raúl
- 1980: Rosas para su enamorada
- 1980: Dónde pueda quererte
- 1979: Propiedad horizontal Fernando Kessal
- 1978: Una promesa para todos Germán
- 1976: Paulina Morales Cristóbal
- 1973: Cacho de la esquina Aníbal
- 1972: Malevo El Bebe Solimano
- 1971: Esta mujer es mía Esteban
- 1970: Tomasa, la de San Telmo
- 1968: Estrellita, esa pobre campesina Gustavo

### Cine
- ¿De quiénes son las mujeres? (1972)
- El mariscal del infierno (1974)
- Tocata y fuga de Lolita (1974)  (España)
- Más allá del sol (1975)
- Rebeldía (1975)
- La casa de las sombras (1976)
- Comandos azules en acción (1980)
- Un terceto peculiar (1982)
- Dibu: la película (1997): José "Pepe" Medina
- Nada por perder (2001): Senador Rogelio Ávalos
- Dibu 3, la gran aventura (2002): José "Pepe" Medina
- Mercenarios (2005)

### Teatro
- 2022-2021: Cenemos en la cama. Teatro Candilejas 2. (Villa Carlos Paz).
- 2019-2018: No hay 2 sin 3.
- 2017-2016: Citas peligrosas - Teatro Candilejas (Villa Carlos Paz) - Mejor comedia.
- 2013: Usted puede ser un asesino (Villa Carlos Paz).
- 2012: Barbierísima.
- 2010-2009: Pasión, la marca del engaño.